# Angaria petuchi
Angaria petuchi is een slakkensoort uit de familie van de Angariidae. De wetenschappelijke naam van de soort werd voor het eerst geldig gepubliceerd in 2018 door Thach.